# Арматоли
Арматоли (грч.: αρματολοι) су били хришћански нерегуларни војници, или милиција, коју су Османлије ангажовале да би спроводиле административну власт у области названој Арматолики (Αρματολικι). У грчким регионима Османског царства, они су били састављени од Грка који су били или бивши клефти или сеоски верници који су подигли оружје у одбрани свог округа.
Арматоли су имали полунезависан статус на целом грчком полуострву, а армотоликије су створене у областима које су имале висок ниво разбојништва, или у регионима којима је османским властима било тешко да управљају због неприступачности терена, као што су планине Аграфа у Тесалији, где је у 15. веку успостављен први систем ових војника. Временом су улоге арматола и клефта постале замагљене, при чему су и једни и други мењали своје улоге и оданост како је ситуација захтевала, уз истовремено одржавање деликатног статуса кво са османским властима. То су били наоружани људи који су силом својих пушака спроводили закон по својим жељама, пошто је власт Османског царства била веома ограничена у областима на којима су они деловали.
Током грчког рата за независност, грчки арматоли, заједно са клефтима, чинили су језгро грчких борбених снага и играли су истакнуту улогу током целог његовог трајања. Јанис Макријанис је њих и клефте називао „квасцем слободе“. Упркос томе што су били неефикасни, они су били једина одржива војна сила за привремене владе у периоду 1821-1827. У том временском периоду учињена су три покушаја да се створи регуларна војска, а један од разлога њиховог неуспеха био је отпор вођа клефта и арматола. Њихов мотив да се боре против Османлија била је више лична корист него националне тежње; нису били свесни националних пројеката, склапали савезе са Османлијама и пљачкали хришћане колико и муслимане.
Било је и неких албанских и босанских арматола, који су били извучени из локалног муслиманског становништва као и неколико цинцарских арматола, од којих су многи сарађивали са пробугарским комитима.

## Порекло
Реч "арматоли" први пут се појавила у 15. веку за време Млетачке републике. Изводи се из средњовековне позајмице од латинског арма („оружје“), вероватно преко грчког αρματολογος („неко ко се бави оружјем“, „наоружана особа“) → αρματολοος. Према старијој хипотези, на развој речи можда је такође утицало мешање са αμαρτωλος („грешник“), који је можда био повезан са темом оружаних банди кроз фразе као што су „αμαρτωλοι/αρματολοι και κλεφτες“ (што значи „грешници и лопови“, али и „арматоли и клефти“). Због паралелизма са „αμαρτωλος“, реч је понекад писана и као „αρματωλος“, са словом омега.
Војно-полицијска организација арматола, позната као армотолисмос, вуче порекло из византијског периода грчке историје. Арматолисмос је био врста феудализма где су полицијске и војне функције биле обезбеђене у замену за власништво над земљом. Као институција, арматоли се први пут појављују у Аграфи у Тесалији за време владавине султана Мурата II (1421–1451). Одатле су се проширили на друге делове Грчке осим на Пелопонез.
Административни окрузи познати као армотоликија створени су у областима Грчке које су имале висок ниво разбојништва или у регионима којима је османским властима било тешко да управљају због неприступачног терена. Арматоликијем је командовао капетан, често бивши капетан клефта, кога је владајући османски паша унајмио да се бори, или барем да обузда, разбојничке групе које делују у региону. У већини случајева, капетан би стекао ниво озлоглашености као клефт да би натерао Османлије да му дају амнестију и привилегије које су долазиле са арматоликом. Стога су јединице арматола биле организоване на исти начин као и клефти, са капетаном уз помоћ поручника званог протопаликаро, који је обично био рођак, а преосталу снагу чинили су арматоли. Многи капетани су водили своју арматоликију као своје личне феуде, захтевајући тежак данак изнудама и насиљем од локалног сељаштва.

## Грчки арматоли
Као што је раније поменуто, арматоли су били организовани на основу феудалног система под којим су одржавали своје војне/полицијске дужности у замену за власништво над земљом. Када су Османлије освојиле Грчку у 15. веку, склопили су уговоре са арматолима како би они задржали своје војне/полицијске функције. Османлије би имале јединице арматола или капетанија који су функционисали као чувари мира на територијама близу тешког терена (тј. планинских превоја) или у областима где је отпор страној власти подразумевао крађу од стране клефта. Већина арматола су били бивши клефти који су били амнестирани. Изабрани су уз договор између локалног паше и представника муслиманске и хришћанске заједнице. Плаћали су их локални људи, а користили су силу за наплату пореза. То је изазвало сукобе између арматола и представника заједнице. Било је и примера сарадње између њих да би се истребили супарничке фракције. Арматоли су углавном били концентрисани у Македонији, Тесалији, Епиру, Акарнанији и Етолији (посебно Аграфије). На Пелопонезу се арматолити нису развијали на исти начин као у Румелији и Епиру. На Пелопонезу су капои (καποι) и меинтаниди (μειντανηδες) били слични арматолима. Ако у појединим регионима није спроведена институција арматолита, територије су подељене на арматоликију (αρματολικια) или протакту (προτακτα). Ове територије су се простирале од реке Аксиос (Αξιος) до Амбракијског залива (Αμβρακικος) и до Коринтског залива (Κορινθιακος). Капетани би често имали власт над овим територијама путем наслеђа/сукцесије. Један капетан је испрва био приморан да своју власт подреди паши који је контролисао периферију. Касније су сви капетаниои били принуђени да се потчине Дервеђи паши (Δερβετζη πασα).
Током 18. века постојало је око седамнаест арматоликија. Десет их се налазило у Тесалији и источним регионима Централне Грчке, четири у Епиру, Акарнанији и Етолији, а три у Македонији. Сваки капетан је имао своје редовне војнике познате као паликарије (παλικαρια), а вође секција међу тим паликаријама су били познати као протопаликари (πρωτοπαλικαρα). Паликарије би свакодневно тренирале са својим оружјем. Главно оружје које је паликарија користила били су кариофили (καριοφιλι). Стрељаштво је било обележје које је дефинисало паликарију. Такође су били веома покретни и способни да изводе заседе. Паликарије су биле отпорне на жеђ, глад, па чак и на болне тешкоће у њиховим сусретима са клефтима.
Термин клефтополемос (κλεφτοπολεμος) коришћен је за именовање стратегија/тактика које су користили и клефти и арматоли. Ове тактике се данас користе за неконвенционалне војне кампање малих герилских група. Арматоли би водили кампање током ноћи. Ова стратегија је била позната као „излазак у пагану“ (εβγαιναν στην παγανα). Арматоли би то обично радили када би клефти излазили из својих јазбина. Арматоли би се бранили у импровизованим тврђавама због герилске тактике коју су користили клефти. Општа офанзивна кампања арматола била је позната као гиоуроуси (γιουρουσι). Током једне од ових кампања, арматоли би ефикасно користили мачеве и ратне поклике.
Током деценије 1810-1820 грчки арматоли су у великој мери зависили од подршке коју су уживали од Али-паше. Због тога су имали мали утицај од грчке националистичке организације Хетерија и били су резервисани према учешћу у Грчком рату за независност. Ово се променило након што је Али-паша умро и њихова будућност је постала мање извесна. Клефти и арматоли су играли кључну улогу током грчког рата за независност. Упркос томе што су били неефикасни, они су били једина одржива војна сила за привремене владе у периоду 1821-1827. У том временском периоду учињена су три покушаја да се створи регуларна војска, а један од разлога за њихов неуспех био је отпор вођа клефта и арматола. Међу вођама арматола били су Одисеј Андруцос, Георгиос Караискакис, Атанасиос Дијакос, Маркос Боцарис и Јанис Статас. Супротно конвенционалној грчкој историји, многи клефти и арматоли учествовали су у грчком рату за независност према сопственим милитаристичким условима патрона и клијената. Они су рат видели као економску и политичку прилику да прошире своје области деловања. Балкански разбојници попут клефта и арматола – величаних у националистичкој историографији као хероји – заправо су били вођени економским интересима, нису били свесни националних пројеката, склапали савезе са Османлијама и пљачкали хришћане колико и муслимане.

## Арматоли у другим државама
Било је и етничких цинцарских бораца за арматоле. Многи од њих су често били ангажовани у сарадњи са пробугарским комитама као што је Унутрашња македонска револуционарна организација.
Било је и албанских арматола. Током Аустро-турског рата (1716–1718), албанска приватна милиција налик арматолу изазвала је невоље у Кавали, што је резултирало њеним укидањем од стране Ахмеда III 1721; међутим, наставио је да постоји илегално још 100 година.
У Босни, арматоле су углавном били састављени од локалног муслиманског становништва. Према документима, 1485-1490. ови босански арматоли су имали задатак да чувају турске утврде на обалама Далмације које су претрпеле нападе Млечана.